# Traffic (film)
 For alternative betydninger, se Traffic. (Se også artikler, som begynder med Traffic)
Traffic er en amerikansk kriminalfilm fra 2000 instrueret af Steven Soderbergh og har bl.a. Michael Douglas, Benicio del Toro, Dennis Quaid, Catherine Zeta-Jones og Don Cheadle på rollelisten. Soderborgh vandt en Oscar for bedste instruktør og del Toro en Oscar for bedste mandlige birolle. Desuden vandt filmen for bedste filmatisering og bedste klipning. Traffic handler om en narkohandel mellem Mexico og USA, set fra forskellige synsvinkler. 

## Medvirkende
- Benicio Del Toro
- Jacob Vargas
- Tomás Milián
- Salma Hayek
- Michael Douglas
- Amy Irving
- Erika Christensen
- Topher Grace
- D. W. Moffett
- James Brolin
- Albert Finney
- Steven Bauer
- Catherine Zeta-Jones
- Dennis Quaid
- Clifton Collins
- Don Cheadle
- Luis Guzmán
- Miguel Ferrer
- Peter Riegert
- Benjamin Bratt

## Ekstern henvisning
- Traffic på Internet Movie Database (engelsk)
- Traffic på Filmdatabasen
- Traffic på Scope
- Traffic i Svensk Filmdatabas (svensk)
- Traffic på AlloCiné (fransk)
- Traffic på MovieMeter (nederlandsk)
- Traffic på AllMovie (engelsk)
- Traffic hos American Film Institute (engelsk)
- Traffics profil hos Encyclopædia Britannica Online (engelsk)
- Traffic på Turner Classic Movies (engelsk)